# 1995

## أحداث
- مذبحة سربرنيتشا
- شغب ربع غازي عام 1995

### يناير
- 1 يناير - تأسيس منظمة التجارة العالمية لتحل محل منظمة جات
  - النمسا وفنلندا والسويد تنضم للاتحاد الأوروبي.
- 9 يناير - فاليري بولياكوف يكمل 366 يوم في عيشه في الفضاء الخارجي ليكون أكثر رجل عاش في الفضاء.
- 16 يناير - انهيار جليدي يضرب قرية في آيسلندا ويتسبب بمقتل 14 شخص.
- 17 يناير - زلزال هانشين أواجي الكبير بقوة 6.7 ريختر يضرب مدينة كوبي في اليابان ويتسبب بمصرع 6434 شخص.
  - إطلاق الشبكة العنكبوتية العالمية.
- 30 يناير - جون هوارد ينتخب رئيس وزراء لأستراليا.
- 31 يناير - الرئيس الأمريكي بيل كلينتون يقرر إعارة المكسيك ل20 مليار دولار لمساعدتها في أزمتها الاقتصادية.

### فبراير
- 13 فبراير - الأمم المتحدة تتهم 21 قائد من صرب البوسنة والهيرسك بالإبادة الجماعية في البوسنة والهرسك.
- 15 فبراير - اندلاع حريق في مدينة تاي شانغ في تايوان يتسبب بمقتل 64 شخص.
- 21 فبراير - مقتل 4 حراس و96 سجين في سجن سركاجي في الجزائر.
  - الكندي ستيف فوسيت يصبح أول شخص في التاريخ يعبر المحيط الهادئ بواسطة المنطاد.
- 26 فبراير - إفلاس أقدم مصرف في المملكة المتحدة مصرف بارينجس.
- 27 فبراير - افتتاح مطار دنفر الدولي ليكون أكبر مطار في الولايات المتحدة.

### مارس
- 1 مارس - تأسيس محرك البحث ياهو.
- 3 مارس - قوات حفظ السلام تنهي مهماتها في الصومال.
- 12 مارس - بداية أحداث شغب ربع غازي عام 1995 في مدينة إسطنبول في تركيا.
- 14 مارس - نورمان تاغارد يصبح أول رائد فضاء أمريكي يصل إلى الفضاء بواسطة سفينة روسية.
- 16 مارس - ولاية ميسيسيبي تصبح آخر ولاية في الولايات المتحدة منذ سنة 1865 عندما تم البدء في إلغائها.
- 17 مارس - تأسيس نادي تبوك الأدبي.
- 20 مارس - عملية الغازات السامة في مترو طوكيو: أعضاء من أوم شنريكيو تطلق غاز السارين السام على ميترو في مدينة طوكيو عاصمة اليابان ويتسبب بمقتل 13 شخص وإصابة 5510.
- 22 مارس - عودة رائد الفضاء فاليري بولياكوف إلى الأرض بعد 438 يوم قضاها في الفضاء الخارجي.
- 26 مارس - توقيع اتفاقية شينجن بين دول أوروبا.

### أبريل
- 16 أبريل - اغتيال الطفل إقبال مسيح بعد نشاطه في مكافحة عمالة الأطفال في باكستان.
- 19 أبريل - تفجير مدينة أوكلاهوما: تفجير في مدينة أوكلاهوما في الولايات المتحدة يودي بمقتل 168 وإصابة 680 آخرين.
- 28 أبريل - انبعاث غاز سام في مدينة دايغو في كوريا الجنوبية يودي بموت 101 شخص في مدرسة للأولاد المراهقين.

### مايو
- 1 مايو - انطلاق القوات الكرواتية لمحاربة القوات الصربية في غرب سلافونيا.
- 7 مايو - فنلندا تفوز بكأس العالم للهوكي على الجليد.
- 11 مايو - أكثر من 170 دولة توقع على معاهدة الحد من انتشار الأسلحة النووية.
- 16 مايو - الشرطة اليابانية تداهم مركز جماعة أوم شنريكيو قرب جبل فوجي وتعتقل شوكو أساهارا قائد الجماعة على خلفية أحداث غاز السارين في مترو أنفاق طوكيو.
- 17 مايو - جاك شيراك يصبح رئيس فرنسا.
- 24 مايو - فريق نادي أياكس أمستردام لكرة القدم يفوز ببطولة دوري أبطال أوروبا للمرة الرابعة في تاريخه وذلك بعد فوزه على إي سي ميلان الإيطالي 1-0.
- 28 مايو - زلزال يضرب منطقة نفتيغورسك في جزر سخالين في روسيا بفوة 7.6 ريختر يودي يمصرع حوالي 2000 شخص.

### يونيو
- 13 يونيو - الرئيس الفرنسي جاك شيراك يعلن إستئناف التجارب النووية في بولينزيا الفرنسية.
- 15 يونيو - زلزال بقوة 6.2 ريختر يضرب بلدة إيغيو في اليونان يودي بمصرع عدة أشخاص وإصابة آخرين.
- 29 يونيو - انهيار مبنى في سيئول عاصمة كوريا الجنوبية يودي بمصرع 501 وإصابة 937.
- 30 يونيو - وفاة سعيد السبع القيادي الفلسطينى اثر اصابته بمرض غامض

### يوليو
- 9 يوليو - الحرب الأهلية السريلانكية: مقتل 125 مدني في تفجير إستهدف مركز للقوات الجوية السريلانكية في نافالي شمال سيريلانكا.
- 11 يوليو - القوات الصربية تقوم بمذبحة سربرنيتسا تحت قيادة الجنرال راتكو ملاديتش وتقتل آلاف البوسنيين في البوسنة والهرسك من الشبان والشيوخ والنساء والأطفال وذلك بينما كان البوسنيين تحت حماية القوات الهولندية ألذين كانوا من قوات حفظ السلام في البوسنة والهيرسك.
- الرئيس الأمريكي بيل كلينتون يعيد فتح علاقات الولايات المتحدة مع فيتنام بعد 20 عامًا من انتهاء حرب فيتنام.
  - حادث اصطدام طائرة من نوع أنتونوف أن-24 لشركة تابعة لالخطوط الجوية الكوبية يودي بمصرع 44 شخص.
- 21 يوليو - القوات البحرية الصينية تطلق القذائف على المياه التابعة لتايوان.

### أغسطس
- 5 أغسطس
  - نهاية حصار بيهاتش والذي بدأ في 12 يونيو 1992.
  - الجيش الكرواتي يسيطر على مدينة كنين عاصمة صربيا الكرواتية.
- 6 أغسطس - المئات في مدينة هيروشيما وناغاساكي، ناغاساكي وواشنطن العاصمة يستذكرون الذكرى ال50 لإطلاق القنبلة النووية على اليابان.
- 7 أغسطس - نهاية حرب الاستقلال الكرواتية في 1995 والتي بدأت في 31 مارس 1991.
- 24 أغسطس - مايكروسوفت ويندوز تطلق ويندوز 95.
- 28 أغسطس - إطلاق قذائف الهاون من صرب البوسنة والهيرسك على مدينة سراييفو عاصمة البوسنة والهرسك يودي بمقتل 37 شخص.
- 30 أغسطس - بداية حملة قصف جوي من حلف الناتو ضد جيش صرب البوسنة والهيرسك.
- 31 أغسطس - العراق بواسطة حسين كامل حسن صهر الرئيس العراقي صدام حسين يعلن التخلص من جميع أسلحة الدمار الشامل وفقا لأوامر الأمم المتحدة.

### أكتوبر
- 26 أكتوبر - انهيار جليدي في قرية فلاتييري في آيسلندا يودي بمصرع 20 شخص.
- 28 أكتوبر - حريق يندلع في عاصمة أذربيجان باكو في مترو قطار يودي بمصرع 289 راكب.

### نوفمبر
- 1 نوفمبر - المشاركون في حرب يوغسلافيا يبدئون مفاوضاتهم في قاعدة رايت باترسون الجوية العسكرية في مدينة دايتون، أوهايو في الولايات المتحدة.
- 4 نوفمبر - رئيس الوزراء الإسرائيلي إسحاق رابين يتعرض لمحاولة اغتيال ناجحة في عاصمة إسرائيل تل أبيب.
- 7 نوفمبر - إعصار أنجيلا يضرب الفلبين ويودي بمصرع 882 شخص.
- 16 نوفمبر - الأمم المتحدة تتهم كل من رادوفان كاراديتش وراتكو ملاديتش بمسؤوليتهم عن مذبحة سربرنيتسا.
- 19 نوفمبر - هجوم على السفارة المصرية في باكستان يسفر عن مقتل 17 شخصًا وإصابة حوالي 60 آخرين.

### ديسمبر
- 14 ديسمبر
  - نهاية حرب البوسنة والهرسك والتي بدأت في 6 أبريل 1992.
  - توقيع اتفاقية دايتون في باريس.
- 20 ديسمبر - سقوط طائرة تابعة لخطوط الجوية الأمريكية بالقرب من وادي بوجا فالي في كولومبيا وهي في طريقها للتوجه إلى مدينة كالي في كولومبيا.

## مواليد

### يناير
- 1 يناير - سردار آزمون، لاعب كرة قدم إيراني.
- 3 يناير - جيسو، مغنية كورية.
- 4 يناير
  - مادلين هاسسون، ممثلة أمريكية.
  - ماريا لوبيز، مغنية إسبانية.
- 9 يناير - نيكولا بيلتز، ممثلة أمريكية.
- 12 يناير - أليسيو رومانيولي، لاعب كرة قدم إيطالي.
- 13 يناير
  - إيروس فلاهوس، ممثل إنجليزي.
  - ناتاليا ديير، ممثلة أمريكية.
- 16 يناير - تاكومي مينامينو، لاعب كرة قدم ياباني.
- 18 يناير
  - شيماء قاسم، مذيعة وملكة جمال عراقية.
  - فريدة عثمان، سباحة مصرية.
- 20 يناير
  - خوسيه خيمينيز، لاعب كرة قدم أورغواياني.
  - كالوم تشامبيرس، لاعب كرة قدم إنجليزي.
- 22 يناير - ديفيس ويب، لاعب كرة قدم أمريكية.
- 24 يناير
  - ديلان إيفرت، ممثل كندي.
  - كالان مكاولفي، ممثل أسترالي.
- 30 يناير
  - دانييل كامبل، ممثلة أمريكية.
  - فيكتوريا كوموفا، متسابقة جمباز فني روسية.
  - ماركوس يورينتي، لاعب كرة قدم إسباني.
- 31 يناير - نينا سوبلاتي، مغنية جورجية روسية.

### فبراير
- 4 فبراير - بيوني سيستو، لاعب كرة قدم دنماركي.
- 5 فبراير - عدنان يانوزاي، لاعب كرة قدم بلجيكي.
- 6 فبراير - ليون غوريتزكا، لاعب كرة قدم ألماني.
- 7 فبراير
  - توم غلين كارني، ممثل إنجليزي.
  - شاني تاراشتاي، لاعب كرة قدم سويسري.
  - فرح الهادي، ممثلة كويتية.
- 8 فبراير - جوشوا كيميش، لاعب كرة قدم ألماني.
- 9 فبراير - ماريو بازاليتش، لاعب كرة قدم كرواتي ألماني.
- 10 فبراير - نابي كيتا، لاعب كرة قدم غيني.
- 11 فبراير - ميلان شكرينيار، لاعب كرة قدم سلوفاكي.
- 13 فبراير - ليونا فوغن، ممثلة ويلزية.
- 16 فبراير
  - دنزل كاري، مغني راب أمريكي.
  - فلاديمير فيدوسييف، لاعب شطرنج روسي.
- 17 فبراير - ماديسون كيز، لاعبة كرة مضرب أمريكية.
- 23 فبراير - أندرو ويغينز، لاعب كرة سلة أمريكي.
- 25 فبراير
  - أيبوكي بوسات، ممثلة وعارضة أزياء تركية.
  - منى فاروق، ممثلة مصرية.
- 27 فبراير - سيرغي ميلينكوفيتش-سافيتش، لاعب كرة قدم صربي.
- 28 فبراير
  - ديلان تشيتشك دنيز، ممثلة وملكة جمال تركية.
  - كوين شيبارد، ممثلة وكاتبة سيناريو ومخرجة أمريكية.

### مارس
- 3 مارس - زهرة لاري، راقصة جليد إماراتية.
- 8 مارس - كيتا بالدي دياو، لاعب كرة قدم سنغالي إسباني.
- 9 مارس - سيرا راميريز، ممثلة ومغنية أمريكية.
- 10 مارس - زاك لافين، لاعب كرة سلة أمريكي.
- 15 مارس - جاباري باركر، لاعب كرة سلة أمريكي.
- 17 مارس - ليزا أرزاماسوفا، ممثلة روسية.
- 19 مارس - هيكتور بيليرين، لاعب كرة قدم إسباني.
- 20 مارس - ساشا زدليار، لاعب كرة قدم صربي.
- 22 مارس - نيك روبينسون، ممثل أمريكي.

### أبريل
- 1 أبريل - لوجان بول، ممثل ومدون ويوتيوبر أمريكي.
- 3 أبريل - أدريان رابيو، لاعب كرة قدم فرنسي.
- 9 أبريل - كيم دامي، ممثلة كورية جنوبية.
- 15 أبريل - كودي كريستيان، ممثل أمريكي.
- 16 أبريل - رامي بن سبعيني، لاعب كرة قدم جزائري.
- 18 أبريل - ديفوك أوريغي، لاعب كرة قدم بلجيكي.
- 23 أبريل - جيجي حديد، عارضة أزياء أمريكية.
- 27 أبريل - سيف الدين خاوي، لاعب كرة قدم تونسي.
- 28 أبريل - ميلاني مارتنيز، مغنية أمريكية.

### مايو
- 4 مايو - كريس إيكونوميديس، لاعب كرة قدم أسترالي.
- 5 مايو - ديفون جيرهارت، ممثل أمريكي.
- 6 مايو - ماركو بياتسا، لاعب كرة قدم كرواتي.
- 10 مايو
  - كابرييلا باباداكيس، راقصة جليد فرنسية.
  - ميسي فرانكلين، سباحة أمريكية.
- 11 مايو - جيسلون مارتينز، لاعب كرة قدم برتغالي رأس أخضري.
- 12 مايو
  - كينتون ديوتي، ممثل ومغني أمريكي.
  - لوقا بينوارد، ممثل ومغني أمريكي.
- 14 مايو - كيلي غيل، عارضة أزياء سويدية أسترالية.
- 15 مايو - كسينيا سيتنيك، مغنية بيلاروسية.
- 21 مايو - كاثرينا أندريسن، سيدة أعمال مليارديرة نرويجية.
- 25 مايو - خوسيه لويس غايا، لاعب كرة قدم إسباني.
- 29 مايو - نيكولاس بيبي، لاعب كرة قدم عاجي.

### يونيو
- 1 يونيو - محمود حمدي، لاعب كرة قدم مصري.
- 2 يونيو - سترلينغ بومن، ممثل أمريكي.
- 5 يونيو - تروي سيفان، ممثل ومغني جنوب أفريقي أسترالي.
- 11 يونيو - وليد أزارو، لاعب كرة قدم مغربي.
- 16 يونيو
  - جوزيف سكولينغ، سباح سنغافوري.
  - لورين ساوثرن، إعلامية وسياسية كندية.
- 17 يونيو - كليمنت لينجليت، لاعب كرة قدم فرنسي.
- 23 يونيو - دانا باولا، مغنية وممثلة وعارضة أزياء مكسيكية.
- 25 يونيو - كاميل دراغون، لاعب شطرنج بولندي.
- 28 يونيو
  - أداما تراوري، لاعب كرة قدم مالي.
  - ديمي لاي نيل بيترس، ملكة جمال وعارضة أزياء ومذيعة جنوب أفريقية.
- 29 يونيو - إلدور شومورودوف، لاعب كرة قدم أوزبكستاني.
- 30 يونيو
  - كريستوفر أولسون، لاعب كرة قدم سويدي.
  - مارينا روي باربوسا، ممثلة برازيلية.

### يوليو
- 1 يوليو
  - ريا ريكيس، ممثلة إندونيسية.
  - كشيشتوف بيونتيك، لاعب كرة قدم بولندي.
- 2 يوليو
  - رايان مورفي، سباح أمريكي.
  - روث بي.، مغنية كندية.
- 4 يوليو - بوست مالون، مغني أمريكي.
- 5 يوليو - جيوفاني سيميوني، لاعب كرة قدم أرجنتيني.
- 9 يوليو
  - جورجي هينلي، ممثلة أمريكية.
  - ساندرو راميريز، لاعب كرة قدم إسباني.
- 10 يوليو
  - آدا هيغربرغ، لاعبة كرة قدم نرويجية.
  - بيرلا حلو، ملكة جمال لبنانية.
- 12 يوليو
  - جوردان ويبر، لاعبة جمباز فني أمريكية.
  - لوك شاو، لاعب كرة قدم إنجليزي.
- 13 يوليو
  - أولريكا براندستورب، مغنية نرويجية.
  - دانتي إكسوم، لاعب كرة سلة أمريكي.
- 14 يوليو - سيرجي غنابري، لاعب كرة قدم ألماني.
- 19 يوليو
  - مات مايزجا، لاعب كرة قدم أمريكي.
  - ماركو روغ، لاعب كرة قدم كرواتي.
  - ماريا باسيكا، لاعبة جمباز فني روسية.
  - مانويل أكانجي، لاعب كرة قدم سويسري.
- 22 يوليو - ايزكيل إليوت، لاعب كرة قدم أمريكية.
- 25 يوليو - ماريا سكاري، لاعبة كرة مضرب يونانية.
- 30 يوليو - هيرفينغ لوزانو، لاعب كرة قدم مكسيكي.

### أغسطس
- 1 أغسطس - ماديسون كاوثورن، سياسي أمريكي.
- 2 أغسطس - كريستابس بورزينجيس، لاعب كرة سلة ليتواني.
- 4 أغسطس - جيسيكا سانشيز، مغنية أمريكية.
- 5 أغسطس - بيير-إيميل هويبيرغ، لاعب كرة قدم دنماركي.
- 9 أغسطس - هوانغ مين هيون، مغني كوري.
- 10 أغسطس - سعيد بن رحمة، لاعب كرة قدم جزائري.
- 12 أغسطس - سارا علي خان، ممثلة هندية.
- 13 أغسطس - بريسنيل كيمبيمبي، لاعب كرة قدم فرنسي.
- 17 أغسطس - غراسي جولد، راقصة جليد أمريكية.
- 22 أغسطس
  - دوا ليبا، مغنية وعارضة أزياء إنجليزية.
  - هوانغ وينبان، سباح بارالمبي صيني.

### سبتمبر
- 1 سبتمبر - منير الحدادي، لاعب كرة قدم مغربي إسباني.
- 3 سبتمبر - نيكلاس زوله، لاعب كرة قدم ألماني.
- 6 سبتمبر - بيرتراند تراوري، لاعب كرة قدم بوركيني.
- 7 سبتمبر - مارلون سانتوس، لاعب كرة قدم برازيلي.
- 8 سبتمبر - جوليان فايغل، لاعب كرة قدم ألماني.
- 12 سبتمبر - ريان بوتير، ممثل أمريكي.
- 13 سبتمبر - روبي كاي، ممثل إنجليزي.
- 15 سبتمبر - أوير مابيل، لاعب كرة قدم أسترالي.
- 16 سبتمبر - آرون غوردون، لاعب كرة سلة أمريكي.
- 20 سبتمبر
  - روب هولدينغ، لاعب كرة قدم إنجليزي.
  - سامي هانراتي، ممثلة أمريكية.
  - لورا ديكر، بحارة هولندية نيوزلندية.
- 22 سبتمبر. ايم نايون مغنية كورية
- 27 سبتمبر لينا لياندرسون، ممثلة سويدية.

### أكتوبر
- 1 أكتوبر - أحمد مالك، ممثل مصري.
- 9 أكتوبر - كيني تيتي، لاعب كرة قدم هولندي.
- 13 أكتوبر - بارك جيمين، مغني كوري.
- 15 أكتوبر - بيلي أونغر، مقاتل فنون قتالية وممثل أمريكي.
- 17 أكتوبر - جمال آدامز، لاعب كرة قدم أمريكية.
- 25 أكتوبر - كونتشيتا كامبل، ممثلة كندية.

### نوفمبر
- 1 نوفمبر
  - نور الشربيني، لاعبة إسكواش مصرية.
  - نيك دالويسيو، مبرمج حواسيب إنجليزي.
- 3 نوفمبر
  - كيلي كاتلين، متسابقة دراجات هوائية أمريكية.
  - كيندال جينر، عارضه ازياء امريكيه.
- 6 نوفمبر - أندريه سيلفا، لاعب كرة قدم برتغالي.
- 14 نوفمبر - مايا رعيدي، ملكة جمال وعارضة أزياء لبنانية.
- 15 نوفمبر
  - كارل أنتوني تاونز، لاعب كرة سلة أمريكي.
  - لوكا زهوفيتش، لاعب كرة قدم سلوفيني.
- 17 نوفمبر - إسراء الأصيل، مغنية عراقية.
- 18 نوفمبر - إحسان مولانا مصطفى، لاعبة تنس ريشة إندونيسي.
- 19 نوفمبر
  - تارا سوتاريا، ممثلة هندية.
  - فانيسا أكسينتا، عارضة أزياء مجرية.
- 22 نوفمبر - كاثرين ماكنمارا، ممثلة أمريكية.
- 28 نوفمبر
  - تشيس إليوت، متسابق سيارات ناسكار أمريكي.
  - تين يدفاي، لاعب كرة قدم كرواتي.
  - ديلان تشيتشك دنيز، ممثلة تركية.
- 29 نوفمبر - لورا مارانو، ممثلة ومغنية أمريكية.

### ديسمبر
- 5 ديسمبر - أنتوني مارسيال، لاعب كرة قدم فرنسي.
- 7 ديسمبر - سانتي مينا، لاعب كرة قدم إسباني.
- 8 ديسمبر - جوردون آيب، لاعب كرة قدم إنجليزي.
- 9 ديسمبر
  - ساندي تابت، ملكة جمال لبنانية.
  - مكايلا ماروني، لاعبة جمباز أمريكية.
- 14 ديسمبر - ألفارو أودريوزولا، لاعب كرة قدم إسباني.
- 24 ديسمبر - لايندين جوتش، لاعب كرة قدم أمريكي.
- 27 ديسمبر - تيموثي شالاماي، ممثل أمريكي.
- 29 ديسمبر
  - روس لينش، مغني وممثل أمريكي.
  - مايلز غاريت، لاعب كرة قدم أمريكية.
- 30 ديسمبر - كيم تاي هيونغ، مغني كوري.
- 31 ديسمبر - غابريلا دوغلاس، لاعبة جمباز أمريكية.

## وفيات

### يناير

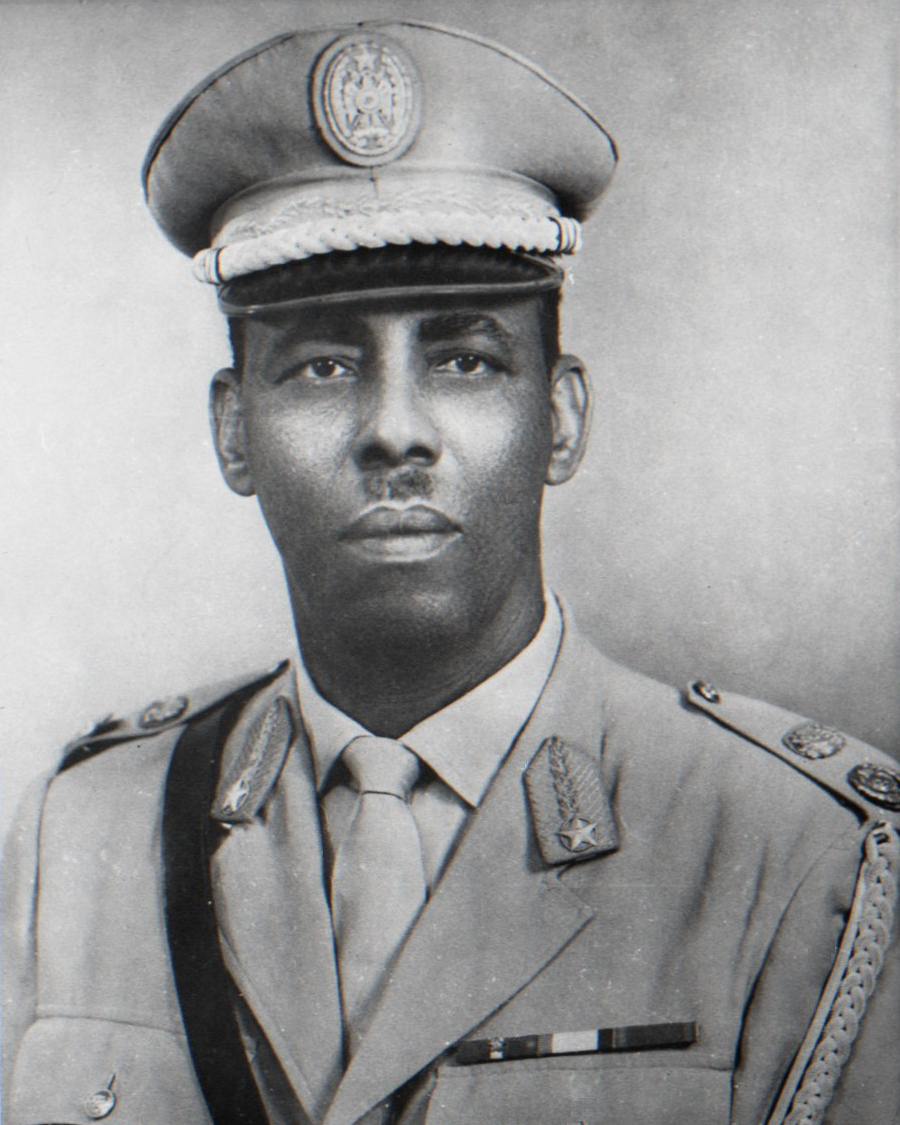
الرئيس محمد سياد بري

- 2 يناير:  محمد سياد بري، ثالث رئيس للصومال.
- 15 يناير:  كارم محمود، مطرب شعبي مصري.
- 20 يناير:  مهدي بازركان، أول رئيس حكومة في إيران بعد سقوط الشاه.
- 22 يناير:  روز كينيدي، والدة جون كينيدي رئيس الولايات المتحدة الخامس والثلاثون.
- 27 يناير:  سعادة الجلاد، جنرال وقائد عسكري فلسطيني.
- 30 يناير:  جيرالد دوريل، عالم طبيعة بريطاني.

### فبراير
- 14 فبراير:  يو نو, كان أول رئيس وزراء بورما.
- 21 فبراير:  محمد رضا, ممثل كوميدي مصري.

### مارس
- 7 مارس:  نجيب الكيلاني, مؤلف وروائي مصري.

### أبريل
- 10 أبريل:  مورارجي ديساي, الرئيس الرابع لوزراء الهند.
- 14 أبريل:  فردوس حسن, ممثلة مصرية.
- 16 أبريل:  خالد العياف, شاعر كويتي.

### مايو
- 24 مايو:  هارولد ويلسون, تولى رئاسة الوزارة في بريطانيا مرتين.

### يونيو
- 7 يونيو:  الشيخ إمام, منشد ومطرب شعبي وملحن مصري.

### يوليو
- 1 يوليو:  محمد الموجي, موسيقار وملحن مصري.
- 5 يوليو:  تاكيو فوكودا, شغل منصب رئيس الوزراء الياباني.
- 16 يوليو:  أحمد مرعي, ممثل مصري.
- 22 يوليو:  سيد مرسي, مؤلف وشاعر غنائي مصري.

### أغسطس
- 20 أغسطس:  عماد عبد الحليم, مطرب مصري.
- 28 أغسطس:  نبيل الدسوقي, ممثل مصري.

### سبتمبر
- 9 سبتمبر:  محمد الحاج سلام أمزيان, سياسي مغربي زعيم ثورة إنتفاضة الريف.

### أكتوبر
- 22 أكتوبر:  كينجسلي أميس، روائي وشاعر وناقد إنجليزي.
- 26 أكتوبر:  كامل العسلي، كاتب وباحث ومترجم فلسطيني.

### نوفمبر

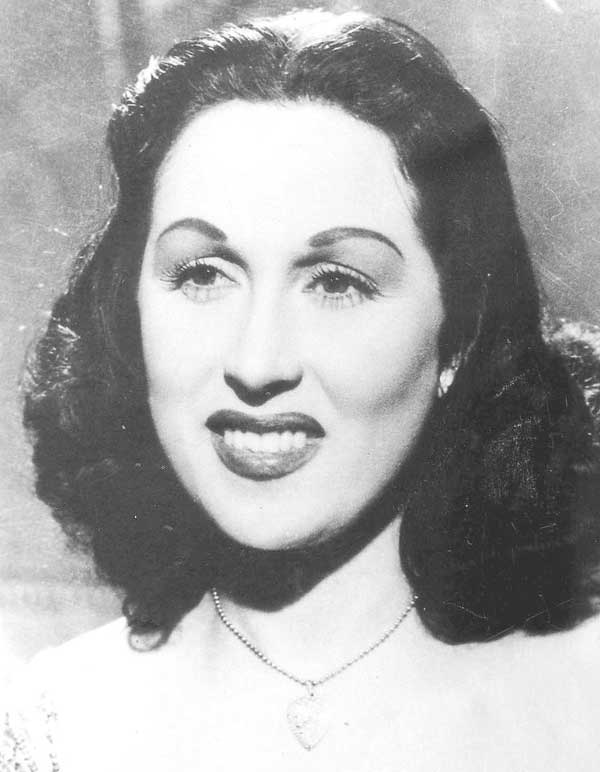
ليلى مراد

- 13 نوفمبر:  حنفي بسطان, ممثل مصري ولاعب كرة قدم.
- 21 نوفمبر:  ليلى مراد, مطربة وممثلة مصرية.

### ديسمبر
- 22 ديسمبر:  سميحة محمد, ممثلة كوميدية مصرية.

## جوائز عالمية

### جائزة نوبل
- في الفيزياء – الأمريكيان مارتن بيرل وفريدريك راينس
- في الكيمياء – الهولندي بول كروتزن والمكسيكي ماريو مولينا والأمريكي فرانك شيروود رولاند.
- في الطب – الألمانية كرستيانه نوسلاين فولهارد والأمريكيان إدوارد لويس وإريك فيشاوس.
- في الأدب – الإيرلندي سيموس هيني.
- في السلام – مناصفة بين الكندي جوزيف روتبلت ومؤتمر باجواش للعلوم والشؤون الدولية.
- في الاقتصاد – الأمريكي روبرت لوكاس جونيور.

### جائزة الملك فيصل العالمية
- في خدمة الإسلام – شيخ الأزهر المصري جاد الحق علي جاد الحق.
- في الدراسات الإسلامية – محجوبة.
- في اللغة العربية والأدب – مناصفة بين المصريان حمدي سيد أحمد السكوت ومحمد أبو الأنوار محمد علي والسورية سلمى لطفي الحفار الكزبري.
- في الطب – مناصفة بين البريطاني جريجوري ونتر والأمريكي مارك ديفيز (طبيب) والكندي تاك واه ماك.
- في العلوم – الأمريكي باري شاربلس.